# AKB48 13thシングル 選抜総選挙
『AKB48 13thシングル 選抜総選挙』（エーケービーフォーティーエイト サーティーンスシングルせんばつそうせんきょ）は、AKB48の13thシングルの選抜メンバー選挙である。この選挙の上位21位までのメンバーが2009年8月26日発売の「言い訳Maybe」選抜メンバーとなった。
『AKB48 13thシングル 選抜総選挙「神様に誓ってガチです」』は、2009年7月8日に東京都港区の赤坂BLITZで開催された開票イベント名である。

## 概要
2009年4月26日にNHKホールで開催された『「神公演予定」* 諸般の事情により、神公演にならない場合もありますので、ご了承ください。』でAKB48劇場支配人・戸賀崎智信から選抜総選挙を実施することが発表された。公職選挙法に基づいて実施される選挙と同様に選挙ポスターが作成され、AKB48劇場のロビーや渡り廊下などに掲示された。また、政見放送も制作され、DMM.comや劇場公演終了後に放送された。
2009年6月23日から7月7日まで投票が実施され、同年7月8日に赤坂BLITZで開票イベントが開催された。

## 当選枠
上位21人が選抜メンバーに選ばれ、13thシングルのA面を歌う権利を得る。選抜メンバーのうち上位12名が特に「メディア選抜」と呼ばれ、テレビ番組など、メディアでの新曲プロモーションに優先的に参加できる。
22 - 30位に入ったメンバーはカップリング曲を担当し、「アンダーガールズ」と呼ばれる。

## 投票有資格者
- 「涙サプライズ!」通常盤購入者
- AKB48オフィシャルファンクラブ「柱の会」会員
- AKB48公式携帯サイト「AKB48 Mobile」会員
- DMM.com「AKB48 Live!! ON DEMAND」月額見放題会員

## 候補者
所属チームは選挙開催時点
- AKB48 - 全56名
- SKE48 - 全42名

以上、研究生も含めた計98名。

### AKB48
- チームA
  - 板野友美、北原里英、小嶋陽菜、佐藤亜美菜、佐藤由加理、篠田麻里子、高城亜樹、高橋みなみ、中田ちさと、藤江れいな、前田敦子、峯岸みなみ、宮崎美穂
- チームK
  - 秋元才加、梅田彩佳、大島優子、大堀恵、奥真奈美、小野恵令奈、河西智美、倉持明日香、小林香菜、佐藤夏希、近野莉菜、野呂佳代、増田有華、松原夏海、宮澤佐江
- チームB
  - 浦野一美、多田愛佳、柏木由紀、片山陽加、小原春香、佐伯美香、指原莉乃、田名部生来、仲川遥香、中塚智実、仲谷明香、仁藤萌乃、平嶋夏海、米沢瑠美、渡辺麻友
- チーム研究生
  - 石田晴香、岩佐美咲、内田眞由美、大家志津香、菊地あやか、小森美果、佐藤すみれ、鈴木紫帆里、鈴木まりや、野中美郷、林彩乃、前田亜美、松井咲子

### SKE48
- チームS
  - 大矢真那、小野晴香、桑原みずき、新海里奈、高井つき奈、高田志織、出口陽、中西優香、平田璃香子、平松可奈子、松井珠理奈、松井玲奈、松下唯、森紗雪、矢神久美、山下もえ
- チームKII
  - 赤枝里々奈、井口栞里、石田安奈、市原佑梨、内山命、加藤智子、鬼頭桃菜、斉藤真木子、佐藤聖羅、佐藤実絵子、高柳明音、古川愛李、前田栄子、松本梨奈、向田茉夏、山田澪花
- 研究生
  - 阿比留李帆、磯原杏華、大島風薫、加藤るみ、柴木愛子、橋本あゆみ、林星香、前川愛佳、間野春香、若林倫香

## 結果
| 順位                                     | 氏名       | 所属 | 得票数  | 中間発表 | 中間発表 | 速報    | 速報 |
| 順位                                     | 氏名       | 所属 | 得票数  | 得票     | 順位     | 得票    | 順位 |
| ---------------------------------------- | ---------- | ---- | ------- | -------- | -------- | ------- | ---- |
| 1位                                      | 前田敦子   | A    | 4,630票 | 3,489票  | 1位      | 1,661票 | 1位  |
| 2位                                      | 大島優子   | K    | 3,345票 | 2,510票  | 2位      | 1,150票 | 2位  |
| 3位                                      | 篠田麻里子 | A    | 2,852票 | 1,710票  | 5位      | 646票   | 7位  |
| 4位                                      | 渡辺麻友   | B    | 2,625票 | 1,671票  | 6位      | 747票   | 5位  |
| 5位                                      | 高橋みなみ | A    | 2,614票 | 1,850票  | 3位      | 849票   | 3位  |
| 6位                                      | 小嶋陽菜   | A    | 2,543票 | 1,756票  | 4位      | 748票   | 4位  |
| 7位                                      | 板野友美   | A    | 2,281票 | 1,663票  | 7位      | 681票   | 6位  |
| 8位                                      | 佐藤亜美菜 | A    | 2,117票 | 694票    | 18位     | 327票   | 15位 |
| 9位                                      | 柏木由紀   | B    | 1,920票 | 928票    | 13位     | 397票   | 13位 |
| 10位                                     | 河西智美   | K    | 1,890票 | 1,266票  | 9位      | 565票   | 8位  |
| 11位                                     | 小野恵令奈 | K    | 1,838票 | 1,268票  | 8位      | 504票   | 9位  |
| 12位                                     | 秋元才加   | K    | 1,599票 | 636票    | 23位     | 224票   | 22位 |
| 以上12名がメディア選抜                   |            |      |         |          |          |         |      |
| 13位                                     | 北原里英   | A    | 1,578票 | 631票    | 24位     | 247票   | 21位 |
| 14位                                     | 宮澤佐江   | K    | 1,547票 | 1,133票  | 10位     | 483票   | 10位 |
| 15位                                     | 佐藤由加理 | A    | 1,539票 | 709票    | 16位     | 290票   | 19位 |
| 16位                                     | 峯岸みなみ | A    | 1,414票 | 971票    | 12位     | 428票   | 11位 |
| 17位                                     | 浦野一美   | B    | 1,395票 | 686票    | 19位     | 293票   | 18位 |
| 18位                                     | 宮崎美穂   | A    | 1,373票 | 978票    | 11位     | 400票   | 12位 |
| 19位                                     | 松井珠理奈 | S    | 1,371票 | 820票    | 14位     | 254票   | 20位 |
| 20位                                     | 多田愛佳   | B    | 1,365票 | 645票    | 22位     | 212票   | 25位 |
| 21位                                     | 倉持明日香 | K    | 1,355票 | 742票    | 15位     | 351票   | 14位 |
| 以上21名が選抜 以下9名がアンダーガールズ |            |      |         |          |          |         |      |
| 22位                                     | 米沢瑠美   | B    | 1,352票 | 622票    | 26位     | 圏外    | 圏外 |
| 23位                                     | 高城亜樹   | A    | 1,322票 | 662票    | 21位     | 321票   | 16位 |
| 24位                                     | 大堀恵     | K    | 1,316票 | 676票    | 20位     | 220票   | 23位 |
| 25位                                     | 増田有華   | K    | 1,247票 | 705票    | 17位     | 320票   | 17位 |
| 26位                                     | 平嶋夏海   | B    | 1,216票 | 497票    | 28位     | 220票   | 23位 |
| 27位                                     | 指原莉乃   | B    | 1,170票 | 544票    | 27位     | 209票   | 26位 |
| 28位                                     | 片山陽加   | B    | 1,089票 | 442票    | 30位     | 191票   | 27位 |
| 29位                                     | 松井玲奈   | S    | 1,073票 | 475票    | 29位     | 155票   | 30位 |
| 30位                                     | 松原夏海   | K    | 1,050票 | 圏外     | 圏外     | 圏外    | 圏外 |

### 最終結果が圏外であるが、速報または中間発表では30位以内に入っていたメンバー
- 仲川遥香 - 速報28位（163票）
- 仁藤萌乃 - 速報28位（163票）
- 中田ちさと - 中間発表25位（627票）

## 書籍
- 『週刊プレイボーイ』特別編集『AKB48総選挙! 水着サプライズ発表』（2009年8月20日、集英社）ISBN 978-4-0810-2079-9

## DVD
- AKB48 DVD MAGAZINE Vol.1『AKB48 13thシングル選抜総選挙「神様に誓ってガチです」』（2009年10月17日、AKSレーベル）